# البرنامج الوطني لتطوير قطاع الثروة الحيوانية والسمكية
البرنامج الوطني لتطوير قطاع الثروة الحيوانية والسمكية أحد مبادرات وزارة البيئة والمياه والزراعة التي تتماشى مع رؤية السعودية 2030 لتحقيق التنمية المستدامة وزيادة مساهمة قطاع الثروة الحيوانية والسمكية والاستزراع المائي في إجمالي الناتج الوطني في المملكة العربية السعودية، تم إطلاقه بهدف أن يصبح قطاع الثروة الحيوانية والسمكية أحد أكبر القطاعات التنموية المساهمة في تحقيق التنمية الشاملة المتوازنة المستدامة في المملكة العربية السعودية.
تمت إضافة قطاع الثروة الحيوانية إلى نطاق عمل البرنامج الوطني لتطوير قطاع الثروة السمكية المُنشأ بقرار مجلس الوزراء رقم (514) وتاريخ 23 / 11 / 1436هـ، وتعديل اسم البرنامج ليكون (البرنامج الوطني لتطوير قطاع الثروة الحيوانية والسمكية).

## أهداف البرنامج
يعمل البرنامج الوطني على تطوير قطاع الثروة الحيوانية والسمكية بالمملكة من خلال عدة مستهدفات إستراتيجية:
- تحقيق التنمية المستدامة والاستفادة المثلى من الثروة الحيوانية والسمكية
- دعم قطاع الاستزراع المائي
- تحقيق الاكتفاء الذاتي من الأغذية البحرية
- تنويع مصادر الدخل في المملكة
- توطين مجالات الشراكة مع القطاع الخاص وجذب الاستثمارات الأجنبية والمحلية
- إيجاد وتوفير فرص عمل تصل إلى (200,000) وظيفة مباشرة وغير مباشرة.

## وصلات خارجية
- تعاون بين البرنامج الوطني لتطوير الثروة السمكية وهيئة تنمية الصادرات
- طرح 35 موقعا للاستثمار في قطاع الثروة السمكية
- تنفيذ مركز إقليمي للثروة السمكية يغطي 50% من احتياج المملكة